# اوا کوریئوا
اِوا کوریئوا (لهستانی: Ewa Kuryło؛ زادهٔ ۱۴ آوریل ۱۹۵۵) بازیگر اهل لهستان است.
از فیلم‌ها یا مجموعه‌های تلویزیونی که وی در آن‌ها نقش داشته‌است، می‌توان به رانندگان جایگزین، مزرعه، خانه کشیش، عشق اول، رنگ‌های خوشبختی، در خوشی و سختی و والسا: مرد امید اشاره نمود.